# Adelpha syma
Adelpha syma là một loài bướm ngày thuộc họ Nymphalidae. Nó được tìm thấy ở Nam Mỹ, bao gồm Paraguay, Argentina và Brasil. 
Sải cánh dài khoảng 50 mm.

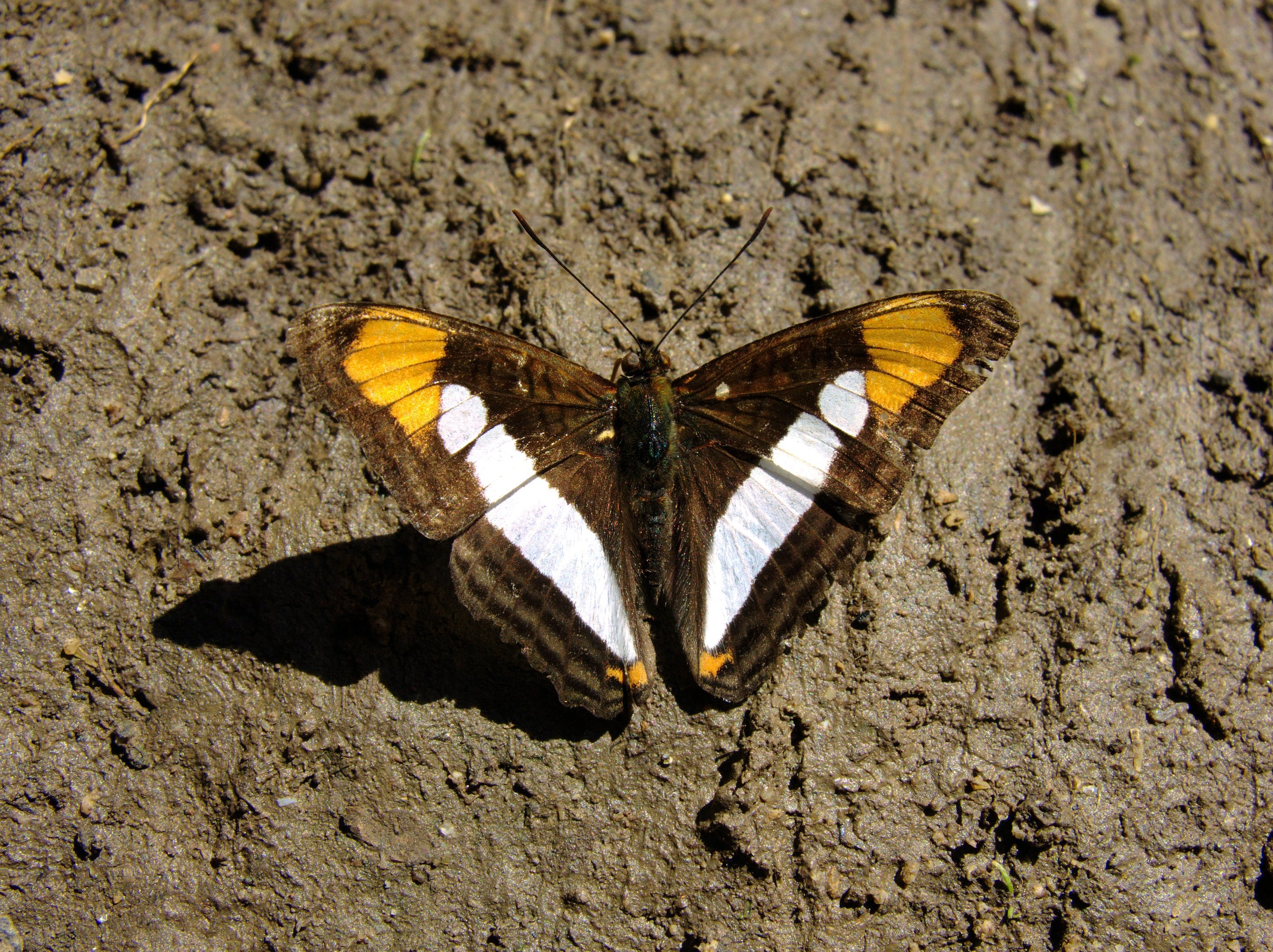

Ấu trùng ăn Rubus brasiliensis và Rubus rosifolius.

## Hình ảnh

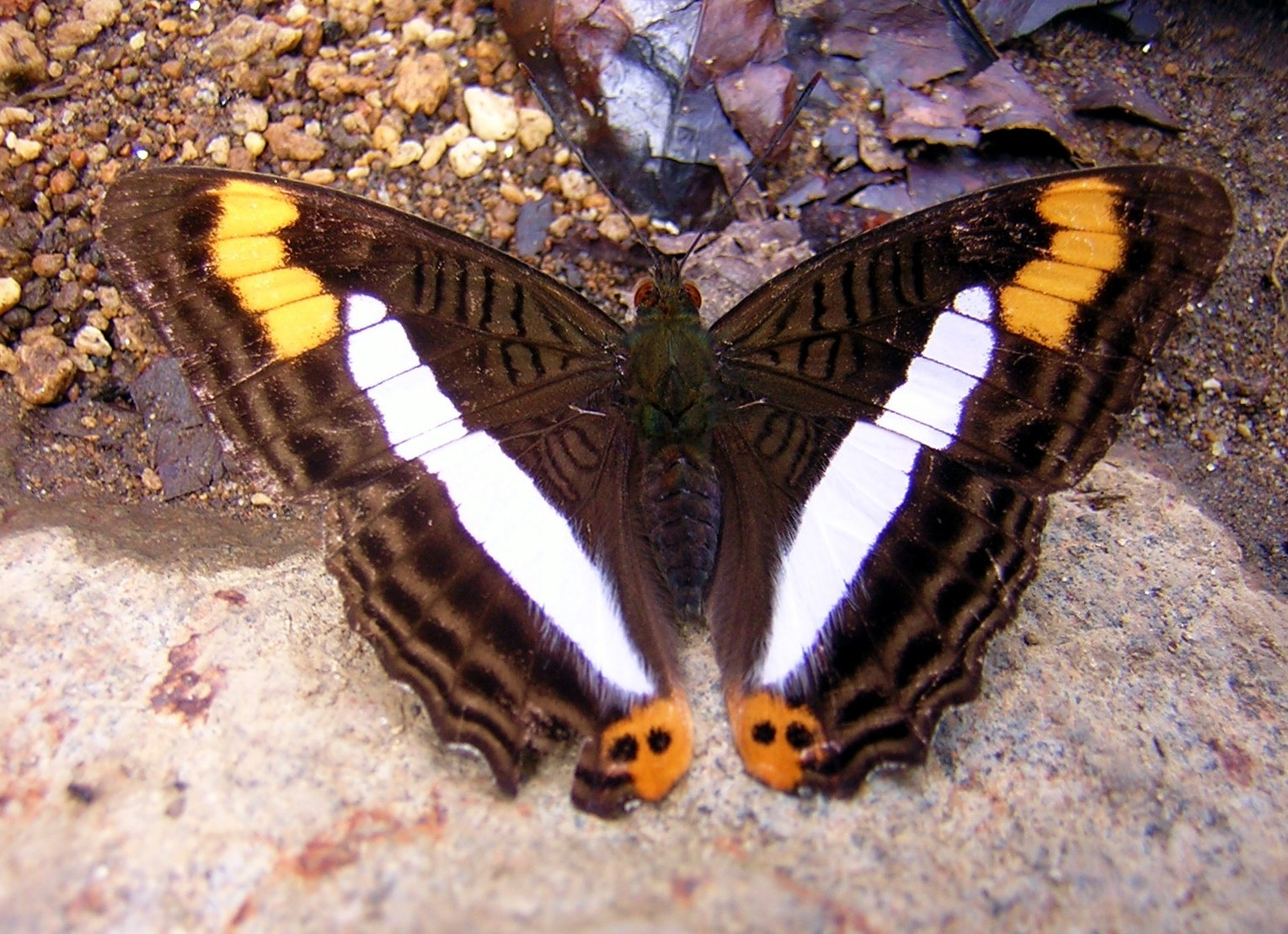